# Karin Hübner
Karin Hübner (* 16. September 1936 in Gera; † 25. Juli 2006 in München) war eine deutsche Schauspielerin.

## Leben
Karin Hübner, deren Eltern Opernsänger waren, wuchs in Michendorf bei Potsdam auf. Nach ihrem Abitur im Jahr 1953 nahm sie Gesangs- und Schauspielunterricht an der Schauspielschule Max Reinhardt in Berlin und war in den folgenden Jahren als Sängerin und Schauspielerin tätig. 1954 wurde sie an die Städtischen Bühnen Münster engagiert, danach in Bremen und Berlin. Ihr Filmdebüt gab sie 1958 in der Titelrolle der DEFA-Verfilmung Emilia Galotti nach Gotthold Ephraim Lessing. Im Jahr 1958 spielte sie auch eine Hauptrolle neben René Kollo und Wolfgang Gruner  in dem von Willi Kollo produzierten Spielfilm Solang noch Untern Linden, der das Leben des Komponisten Walter Kollo und das Berlin der Jahre von 1900 bis 1945 dokumentiert.
Einen Triumph feierte Hübner in der Rolle der Eliza Doolittle ab Oktober 1961 an der Seite von Paul Hubschmid  in Frederick Loewes Musical My Fair Lady, in dem sie bis 1965 etwa 850 Mal auftrat. Die Aufführung erschien auch als My Fair Lady – Deutsche Originalaufnahme auf LP und avancierte zu einem der kommerziell erfolgreichsten Alben der deutschen Chartgeschichte. 1968 produzierte ihr damaliger Ehemann, Frank Duval, mit ihr das 30-minütige Hörspiel Die vier Schwestern frei nach Anton Tschechow sowie mit Erika von Thellmann, den Sängern Alexandra und Ivan Rebroff in weiteren Rollen. Bis Mitte der 1970er Jahre trat sie unter anderem an Münchener Boulevardtheatern auf. Nach zahlreichen Erfolgen als Musical-, Film- und Fernsehdarstellerin sowie als Sängerin zog sie sich danach aus privaten Gründen von der Bühne zurück.
Ein Suizidversuch hatte für sie 1982 wegen Brandstiftung eine Freiheitsstrafe von sechs Monaten auf Bewährung zur Folge. 1983 scheiterte sie als Regisseurin mit ihrer Inszenierung von Unter der Treppe, einem tragisch-komisches Zwei-Personen-Stück von Charles Dyer; das Stück wurde von Kritik und Publikum verrissen. Danach trat sie Mitte der 1980er Jahre erneut als Schauspielerin auf, so in der Spielzeit 1984/85 am Münchner Boulevardtheater in Neil Simons Erfolgsstück Pfefferkuchen und Gin. 1987 erklärte Hübner ihren endgültigen Abschied von der Bühne.
Karin Hübner war mit dem Regisseur Peter Beauvais, dem Schauspieler Günter Pfitzmann, dem Komponisten Frank Duval und dem Schriftsteller Claus Rüggebrecht verheiratet. Aus der Ehe mit Beauvais hatte sie eine Tochter.
Karin Hübner starb am 25. Juli 2006 im Alter von 69 Jahren in München. Ihr Grab befindet sich auf dem Friedhof von Ottobrunn.

## Filmografie
- 1955: Peter Schlemihl (Fernsehfilm)
- 1958: Tatort Berlin
- 1958: Hoppla, jetzt kommt Eddie
- 1958: Solang' noch Untern Linden
- 1958: Emilia Galotti
- 1960: Venus im Licht
- 1960: Soldatensender Calais
- 1961: Das Wunder des Malachias
- 1962: Die lustige Witwe
- 1963: Die endlose Nacht
- 1966: Liselotte von der Pfalz
- 1966: Abendkurs
- 1966: Towarisch (Fernsehfilm)
- 1967: Flucht ohne Ausweg (Fernseh-Dreiteiler)
- 1968: Unwiederbringlich (Fernsehfilm)
- 1969: Sieben Tage Frist
- 1969: Der Mann mit dem Glasauge
- 1969: Hotel Royal (Fernsehfilm)
- 1970: Einladung ins Schloss (Fernsehfilm)
- 1971: Das Messer  (Fernseh-Dreiteiler)
- 1972: Viola und Sebastian
- 1972: Verdacht gegen Barry Croft
- 1975: Unter einem Dach – Brillanten
- 1977: Tatort – Das Mädchen am Klavier